# 王子野 (1900年)
王子野（1900年—1982年5月16日），别名鐵鋒，四川蓬溪人，中华民国政治人物，曾遞補當選為四川省第九選區立法委員。

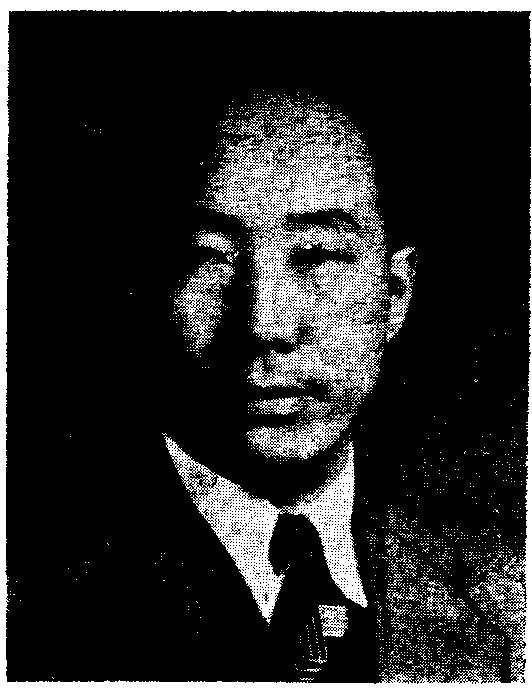
民42《第一屆立法委員名鑑》中的王子野 肖像

## 生平
- 國立成都師範大學畢業
- 四川省長壽中學校長
- 四川省鄰水中學校長（1933年2月－1934年1月）[1]
- 四川省立第七高級中學校教務主任兼校長
- 四川省立第四師範學校教務主任
- 四川省立第三師範學校教務主任
- 四川省立嘉陵女子師範學校教務主任
- 四川省江津縣第四區區長
- 四川省永川縣第二區區長
- 復興日報主筆
- 四川省政府財政廳一級督導
- 四川省平武縣代理縣長
- 四川省馬邊縣縣長
- 四川省旺蒼縣縣長，在任期間，剷除大煙，為民所感[2]
- 曾創辦「國家論壇」雜志
- 民國六十八年（1979年）7月起任中國青年黨中央執行委員會常務委員。
- 民國七十一年（1982年）5月16日逝世[3]

## 立法院出席會期
- 第1屆第5會期：財政委員會，國防委員會
- 第1屆第6,7會期：國防委員會，財政委員會
- 第1屆第8會期：法制委員會，財政委員會
- 第1屆第9會期：內政委員會，財政委員會
- 第1屆第11-16會期：經濟委員會
- 第1屆第18-22會期：國防委員會
- 第1屆第23-24會期：預算委員會
- 第1屆第25-26會期：內政委員會
- 第1屆第27-35會期：預算委員會
- 第1屆第36-40會期：交通委員會